# Référendum d'initiative partagée
Pour un article plus général, voir Référendum en France.
Ne doit pas être confondu avec Référendum d'initiative citoyenne.
Le référendum d’initiative partagée (RIP) est une forme particulière du processus législatif français, instaurée par la révision constitutionnelle de 2008, associant le corps électoral à une proposition de loi (c’est-à-dire un texte législatif déposé par un membre du Parlement), via un recueil de soutiens. Des seuils d’un cinquième des membres du Parlement dans un premier temps, puis d’un dixième des électeurs sont nécessaires, afin d’initier un examen parlementaire, ou à défaut un référendum. 
Ce deuxième seuil n'ayant encore jamais été atteint, aucun référendum n'a été organisé en France par cette voie. A ce jour, la seule proposition de RIP ayant réussi à franchir le premier seuil parlementaire et l'avis du Conseil constitutionnel, celle visant à considérer le groupe Aéroports De Paris (ADP) comme un service public, n'a recueilli que 1 093 030 signatures, soit moins d'un quart du nombre de soutiens nécessaires (4,7 millions).
Le déclenchement de la procédure et le choix de sa résolution (vote à l'assemblée ou référendum) appartenant aux seuls parlementaires, le mécanisme ne peut être qualifié de référendum d'initiative populaire, bien que l’expression « initiative populaire » ait été largement employée pour le désigner.
Ce mécanisme a essuyé de très nombreuses critiques, notamment en raison du cumul des conditions à respecter pour qu'une telle initiative aboutisse effectivement à un référendum. Il n'existe pas d'équivalent dans les autres pays, alors que les référendums d'initiative populaire sont possibles dans de nombreux États, tels que la Suisse ou l'Italie.

## Création
En 1993, le Comité consultatif pour la révision de la Constitution propose la création d’un « référendum d’initiative minoritaire » : l’initiative devrait être présentée par un cinquième des membres du Parlement et soutenue par un dixième des électeurs inscrits sur les listes électorales.
Cette procédure émerge à nouveau lors des débats sur la révision constitutionnelle de 2008. Selon le constitutionnaliste Michel Lascombe, il s’agissait de convaincre des parlementaires de centre et de centre-gauche d'apporter leur vote sur cette réforme. Le référendum d’initiative partagée est créé par l’article 11 de la Constitution modifié par la loi constitutionnelle du 23 juillet 2008, les lois du 6 décembre 2013 (une organique et une ordinaire), ainsi que le décret du 11 décembre 2014 entrés en vigueur le 1er février 2015. Si le référendum d'initiative partagée est ainsi introduit en 2008 sous la présidence de Nicolas Sarkozy, sa mise en application n'est de ce fait possible que depuis 2015. Le décret du 12 juin 2019 adapte la procédure pour que le contrôle des soutiens s’appuie sur le répertoire électoral unique, entré en vigueur le 1er janvier 2019.

## Règles de mise en œuvre

### Dépôt de la proposition de loi
La procédure de RIP commence avec le dépôt d’une proposition de loi, objet de l’initiative référendaire, par au moins un cinquième des membres du Parlement. Le nombre de parlementaires étant de 925 depuis 2015, le soutien de 185 d'entre eux est nécessaire pour déposer une telle proposition.
La proposition de loi doit respecter les conditions posées aux troisième et sixième alinéas de l’article 11 de la Constitution. 
La proposition de loi peut être signée à la fois par des députés et des sénateurs, ce qui est une spécificité de la procédure du RIP.

### Contrôle de procédure et de constitutionnalité
Dans le délai d'un mois à compter de la transmission de la proposition de loi, le Conseil constitutionnel effectue plusieurs vérifications.
Sur la forme, il vérifie que la proposition de loi :
1. est présentée par au moins un cinquième des membres du Parlement ;
2. porte sur « l’organisation des pouvoirs publics, sur des réformes relatives à la politique économique, sociale ou environnementale de la nation et aux  services publics qui y concourent », ou tend « à autoriser la ratification d’un traité qui, sans être contraire à la Constitution, aurait des incidences sur le fonctionnement des institutions » ;
3. n’a pas pour objet l’abrogation d’une disposition législative promulguée depuis moins d’un an ;
4. ne porte pas sur le même sujet qu’une proposition de loi rejetée par référendum il y a moins de deux ans ;
5. n’a pas pour conséquence soit une diminution des ressources publiques, soit la création ou l'aggravation d'une charge publique (article 40 de la Constitution)[15].

Le Conseil constitutionnel procède spécialement à un contrôle de constitutionnalité préalable (article 61 de la Constitution) et ceci contrairement au référendum soumis par le président de la République pour lequel aucun contrôle n’est nécessaire. La formulation de l’ordonnance portant loi organique sur le Conseil constitutionnel disposant « qu'aucune disposition de la proposition de loi n'est contraire à la Constitution » oblige le Conseil constitutionnel à déclarer inconstitutionnelle toute la loi soumise au référendum d’initiative partagée. Ainsi, en cas de non conformité d’une partie du texte à la Constitution, il n’est pas possible de continuer la procédure avec une version tronquée. Toutefois, rien n’empêche les auteurs de la proposition de loi de déposer une nouvelle version du texte, en tenant compte de la décision du Conseil constitutionnel. Cette disposition a pu s’illustrer lors du contrôle de la proposition de loi de programmation pour garantir un accès universel à un service public hospitalier de qualité ayant été rejetée dès le premier mot inconstitutionnel, sans même se prononcer sur la suite du texte.

### Recueil des soutiens
La proposition de loi étant déclarée conforme, le Conseil constitutionnel valide le principe du recueil des soutiens par une décision publiée au Journal officiel. Le ministère de l'Intérieur met en œuvre alors, sous le contrôle du Conseil constitutionnel, ce recueil des soutiens. Le recueil des signatures se fait sur un site internet spécifique et la liste des noms, prénoms et communes des soutiens tels que figurant sur la carte d'électeur y apparaissent publiquement après un délai de réflexion de cinq jours de la part du signataire.
À l’issue de la période de recueil des soutiens, d’une durée de neuf mois, le Conseil constitutionnel vérifie si la proposition de loi a obtenu le soutien d’au moins un dixième des électeurs inscrits sur les listes électorales (4 717 000 électeurs environ en 2019).
Afin de susciter les soutiens, la loi évoque uniquement des « actions tendant à favoriser ou défavoriser le recueil des soutiens » pour lesquelles le montant des dons des personnes physiques est plafonné et il est interdit à toute personne morale autre que les partis ou groupements politiques de participer à ce financement. Des sanctions pénales sont prévues en cas notamment d'enregistrement frauduleux de soutiens à des propositions de loi référendaire, de soustraction ou d'altération de données collectées et de reproduction de ces mêmes données. Dans son avis du 18 juin 2020, trois mois après la fin de la première procédure, le Conseil constitutionnel dresse un bilan critique en pointant un nombre « très élevé » de signatures à atteindre, une procédure « dissuasive et peu lisible » pour les citoyens, et une tenue toute « hypothétique » du référendum, que le seul examen du texte par les chambres suffit à empêcher. Les sages jugent notamment le site mis en place par le ministère de l'Intérieur « suffisamment efficace pour garantir la fiabilité des résultats » mais « souvent perçu comme étant d'un usage complexe » du fait de son « manque d'ergonomie générale ». Selon le Conseil, ces éléments auraient potentiellement contribué à un manque de confiance des électeurs dans la procédure, les dissuadant d'y participer. De même, l'absence de débat public et de campagne d'information par le biais de l'audiovisuel est pointée du doigt, les « Sages » appelant à la mise en place d'un véritable dispositif d'information du public,.

### Discussion parlementaire et référendum
Si le nombre de soutien est suffisant, la proposition de loi revient alors au Parlement, où chacune des deux assemblées doit l’examiner, en l’adoptant ou en la rejetant. Si la proposition de loi n’a pas été examinée au moins une fois par chaque assemblée dans un délai de six mois, le président de la République la soumet au référendum.
Ainsi 18 mois peuvent s’écouler entre le dépôt de la proposition de loi et un éventuel référendum.

## Nom
L'expression « initiative populaire », a été largement employée à tort entre 2008 et 2013,,, notamment par Ségolène Royal, Jack Lang (vice-président du Comité de réflexion et de proposition sur la modernisation et le rééquilibrage des institutions) et François Fillon. L’expression « initiative partagée » est la plus utilisée, à tort, dans la presse. Toutefois, aucune de ces expressions ne figure en tant que telle dans le texte de la Constitution, où il est question de « proposition de loi ». Le ministère de l'Intérieur utilise quant à lui le terme « Référendum d’initiative partagée » tout au long de la procédure permettant la collecte de signature, de même que les parlementaires ayant rédigé la première proposition de loi soumise à cette collecte,, ainsi que les sites officiels du Sénat et du Conseil constitutionnel,.
Sur la forme, il s'agit d'abord de l'initiative exclusive d'un nombre de parlementaire déposant une proposition de loi, sans laquelle la procédure n'est pas engagée, ce qui exclut de fait les citoyens de l'initiative car ils n'ont pas de prérogative pour déposer une proposition de loi. Certes, la suite permet un « droit de pétition citoyenne devant le Parlement », c'est pourquoi il est évoqué l'initiative partagée. Dit autrement, « un cinquième des parlementaires et un dixième du corps électoral demandent au Parlement de prendre en considération un thème », sachant que la suite donnée à une pétition qui atteindrait ces seuils appartient d'abord uniquement au parlement, à qui il suffit d'opposer une fin de non-recevoir explicite ou de voter lui-même la proposition de loi (éventuellement à l'amendant à sa guise) pour paralyser l'hypothèse d'un référendum. De bout en bout, le Parlement domine donc une procédure qui a peu de chance d'être référendaire et encore moins d'aboutir.

## Analyses et critiques du dispositif
La critique vis-à-vis de cette réforme est très répandue et extrêmement dure. Pour ses détracteurs, le mécanisme de l’article 11 n'est qu'un « alibi » et une « course d'obstacles »,, dont le seul but est de créer un effet d'annonce dans les médias sur un élan démocratique du système politique, alors que le mécanisme est conçu pour assurer que le référendum n'aboutisse en aucun cas,. Le temps pris par le parlement - près de cinq ans - pour que les textes d'applications soient mis en œuvre montrerait ainsi la réticence de la classe politique à l'encontre de la procédure référendaire.
Le fait qu'il s'agit d'une initiative partagée est notamment critiqué comme donnant aux partis disposant de suffisamment de parlementaires un monopole de déclenchement du processus.
L'une des principales critiques provient du nombre élevé de soutiens nécessaires : un dixième des électeurs soit 4,5 millions. À titre de comparaison, des pétitions à l'échelle nationale, en France, peuvent atteindre quelques centaines de milliers de signatures.[réf. souhaitée] Dans le contexte du mouvement des Gilets jaunes, la diminution de ce seuil a été proposée par Gérard Larcher. Après le Grand débat national, Emmanuel Macron annonce vouloir abaisser le seuil à un million d’électeurs.
La lourdeur et la longueur du dispositif ont été dénoncées par le député Michel Diefenbacher (dans le groupe majoritaire UMP) en 2012.
La définition de l'objet « sur l'organisation des pouvoirs publics, sur des réformes relatives à la politique économique, sociale ou environnementale de la nation et aux services publics qui y concourent » est floue. Le constitutionnaliste Michel Lascombe s'interroge sur la portée du mot « et » : « par exemple, un problème fiscal relève d'une politique économique, mais il n'y a pas de service public derrière. Est-il concerné ? ».
Pour le gouvernement d’Édouard Philippe, un référendum d’initiative partagée ne devrait pas porter sur un texte en cours de discussion au Parlement,. Les projets de lois pour un renouveau de la vie démocratique adoptés en conseil des ministres le 28 août 2019 prévoient que le RIP ne nécessite plus qu'un million de soutiens et un dixième des membres du Parlement, sans obliger que l'un ne suive l'autre. Il ne peut ni avoir pour effet l'abrogation d'une disposition législative promulguée depuis moins de trois ans, ni porter sur le même objet qu'une disposition introduite au cours de la législature et en cours d'examen au Parlement ou définitivement adoptée par ce dernier et non encore promulguée. Ce texte n'est plus à l'ordre du jour.
Thomas Piketty et Julia Cagé notent dans Une histoire du conflit politique que le seuil d'un dixième des électeurs inscrits « est tellement élevé qu'il s'est révélé inatteignable ». En mars 2023, le politologue Benjamin Morel note que « Le référendum d’initiative partagée a été conçu pour ne jamais être utilisé».

## Tentatives d'application

### Propositions déposées

#### Récapitulatif
Les propositions de lois déposées sont récapitulées dans le tableau ci dessous.
| Texte | Présentations parlementaires  | Décision de conformité à la Constitution    | Soutiens des électeurs                               |
| --- | ----------------------------- | ------------------------------------------- | ---------------------------------------------------- |
| Proposition de loi visant à soumettre au peuple français des dispositions renforçant le contrôle de l'immigration en France,                                                                                                   | 2 / 185 · 20 avril 2018       |                                             |                                                      |
| Proposition de loi visant à soumettre au peuple français, à travers la procédure du référendum d’initiative partagée, l’instauration de mesures d’exception contre les djihadistes français ayant combattu en Irak et en Syrie | 2 / 185 · 6 mars 2019         |                                             |                                                      |
| Proposition de loi visant à affirmer le caractère de service public national de l’exploitation des aérodromes de Paris | 248 / 185 · 10 avril 2019     | Conforme · 9 mai 2019                       | 1 093 030 / 4 717 396 · 13 juin 2019 - 12 mars 2020, |
| Proposition de loi de programmation pour garantir un accès universel à un service public hospitalier de qualité | 200 / 185 · 7 juillet 2021,   | Non conforme sur le fond · 6 août 2021      |                                                      |
| Proposition de loi portant création d’une contribution additionnelle sur les bénéfices exceptionnels des grandes entreprises                                                                                                   | 242 / 185 · 21 septembre 2022 | Non conforme sur la forme · 25 octobre 2022 |                                                      |
| Proposition de loi visant à affirmer que l’âge légal de départ à la retraite ne peut être fixé au‑delà de 62 ans | 252 / 185 · 20 mars 2023      | Non conforme sur la forme · 14 avril 2023   |                                                      |
| Proposition de loi visant à interdire un âge légal de départ à la retraite supérieur à 62 ans | 252 / 185 · 13 avril 2023     | Non conforme sur la forme · 3 mai 2023      |                                                      |
| Proposition de loi visant à réformer l’accès aux prestations sociales des étrangers | 190 / 185 · 12 mars 2024      | Non conforme sur le fond · 11 avril 2024    |                                                      |

#### Historique
Le 10 avril 2019, le Conseil constitutionnel est saisi pour la première fois d'un tel texte, à la suite du dépôt, par 248 parlementaires de l'opposition, notamment des républicains, des insoumis, des socialistes et des communistes, d'une proposition de loi afin que le groupe ADP (Aéroports de Paris) soit considéré comme un service public,,,. Le 9 mai, le Conseil constitutionnel juge que les conditions requises sont respectées,. Cette procédure a lieu alors que la privatisation du groupe est autorisée par la loi relative à la croissance et la transformation des entreprises, adoptée le lendemain du dépôt de la proposition de loi référendaire. Cette dernière loi est également validée par le Conseil constitutionnel, mais son président Laurent Fabius précise que cela ne remet pas en cause la procédure de proposition de loi référendaire,. Entre le 13 juin 2019 et le 12 mars 2020, la proposition recueille 1 093 030 signatures, soit moins d'un quart du nombre de soutiens nécessaires.
Le 7 juillet 2021, le président du Sénat, Gérard Larcher, transmet au Conseil constitutionnel une proposition de loi de programmation pour garantir un accès universel à un service public hospitalier de qualité, déposée deux jours plus tôt sur le bureau du Sénat par 200 parlementaires en application du troisième alinéa de l'article 11 de la Constitution. Le Conseil constitutionnel déclare la proposition de loi contraire à la Constitution le 6 août 2021, mettant ainsi un terme à la procédure sur ce texte.

### Propositions non déposées
En décembre 2018, à l’initiative du Parti socialiste, une procédure est lancée pour rétablir l'impôt de solidarité sur la fortune. En trois mois, elle n’obtient que 161 soutiens.
En 2020, à l’initiative de Xavier Niel, Marc Simoncini, Jacques-Antoine Granjon et Hugo Clément, 146 parlementaires ont apporté leur soutien à un texte sur le bien-être animal.